# انتروکوک فکالیس
انتروکوک فکالیس (Enterococcus faecalis) گونه‌ای از انتروکوک است. پیشتر، این باکتری همراه با استرپتوکوک‌های گروه D طبقه‌بندی می‌شد. انتروکوک فکالیس، باکتری همزیست روده انسان و سایر پستانداران است. همچنین در برخی از مکمل‌های غذایی پروبیوتیکی نیز بکار می‌رود. انتروکوک فکالیس در ایجاد عفونت‌های بیمارستانی نقش دارد. این باکتری به‌طور ذاتی به بسیاری از آنتی‌بیوتیک‌ها مقاوم است. انتروکوک فکالیس در کانال ریشه دندان‌هایی که تحت دستکاری‌های دندانپزشکی قرار گفته‌اند نیز به‌طور گسترده دیده شده‌است.

## فیزیولوژی
انتروکوک فکالیس، غیر متحرک و بی‌هوازی اختیاری است. گلوکز را بدون ایجاد گاز تخمیر می‌کند و کاتالاز منفی است. اگر بر روی آگار خون‌دار رشد کند، واکنش کاتالاز مثبت کاذب است. این باکتری، شیر لیتموس را احیا کرده اما ژلاتین را مایع نمی‌کند.

## بیماریزایی
انتروکوک فکالیس، بیماری‌هایی مانند اندوکاردیت، با کتریمی، عفونت‌های ادراری و مننژیت در انسان ایجاد می‌کند. این باکتری دارای فاکتورهای بیماریزایی گوناگونی است. نوعی همولیزین کد شده توسط پلاسمید به نام سیتولیزین، فاکتور بیماریزای مهمی در مدل‌های حیوانی است. سیتولیزین به همراه مقاومت بالا به آنتی‌بیوتیک جنتامایسین موجب افزایش ۵ برابری میزان مرگ و میر بیماران مبتلا به با کتریمی است. فاکتور ویرولانس دیگر، ماده تجمع دهنده (aggregation substance) است که توسط پلاسمید کد می‌شود.

## مقاومت آنتی‌بیوتیکی
انتروکوک فکالیس به بیشتر آنتی‌بیوتیک‌ها مانند آمینو گلوکوزیدها، آزترئونام، سفالوسپورین‌ها، کلیندامایسین و پنی سیلین‌ها مقاوم است. مقاومت به وانکومایسین در انتروکوک‌ها شایع تر بوده و از اهمیت ویژه‌ای برخوردار است. از لینزولید و داپتومایسین برای درمان سویه‌های مقاوم به وانکومایسین استفاده می‌شود. کوئینوپریستین/دالفوپریستین (سینرسید) برای درمان انتروکوک فاسیوم و نه انتروکوک فکالیس استفاده می‌شود.

## سطح ضدباکتریایی آلیاژهایمس
با آزمایش‌های بسیار، نشان داده شده‌است که سطح مس و آلیاژهای آن، باکتری انتروکوک فکالیس مقاوم به وایکومایسین (VRE) را در کمتر از ۲ ساعت از زمان آلودگی نابود می‌کند. این نتایج، نویدبخش غلبه بر عفونت‌های بیمارستانی است. استفاده از مس در قسمت‌های فلزی تخت و میز بیمار، شیرآلات و دستگیره درها، سینی، سینک و غیرو، به ویژه در بخش مراقبت‌های ویژه بیمارستان‌ها، سبب کاهش انتقال باکتری به دیگر افراد خواهد شد.